# Angelo Maffucci
Angelo Maffucci (* 27. Oktober 1847 in Calitri bei Avellino, Kampanien; † 24. November 1903 in Pisa) war ein italienischer Pathologe.

## Leben
Maffucci promovierte 1872 bei Otto von Schrön in Neapel und war Professor für pathologische Anatomie, zunächst 1882 in Messina, dann 1883 in Catania und schließlich seit 1884 in Pisa.

## Leistungen
- 1881 Erstbeschreiber des nach ihm benannten Maffucci-Syndroms (Di un caso encondroma ed angioma multiplo. Contribuzione alla genesi embrionale dei tumori. In: Movimento medico-chirurgico, Napoli 1881, 3, S. 399–412, 565–575.)
- Ihm gelang es, die unterschiedlichen Ätiologien der Geflügeltuberkulose und Tuberkulose nachzuweisen, was in der Folge zu einem Streit mit Robert Koch führte.[1]